# Kościerzyna
Kościerzyna (udtale: [kɔɕt͡ɕɛˈʐɨna]; Kashubisk: Kòscérzëna; tidligere tysk: Berent)  er en by  i den  centrale del af voivodskabet Pommern i det nordlige Polen. Den har   23.723(2021)  indbyggere og et areal på 15,83  km², og er administrationsby i powiatet (amt) Kościerzyna.

## Geografi
Kościerzyna ligger i  området Pomorze Gdańskie, cirka 50 km syd-vest for byområdet  Gdańsk og 190 km syd-vest for Kaliningrad, i en højde af 163 moh.

## Historie
Byens historie går tilbage  til slutningen af det 13. århundrede. Den ældste kendte omtale kommer fra et dokument fra 1284.  I 1346 blev det tildelt kommunale rettigheder, og i 1398 opnåede bebyggelsen  status som en by. Byen  blev i 1310 blev annekteret af Den Tyske Ordensstat. Efter den anden fred i Thorn (1466) blev byen en del af  Kongeriget Polen igen. Administrativt lå den  i provinserne i Kongeriget Preussen og Storpolen. Den var sædet for lokale polske Staroster.  Kościerzyna var en lille by, hvis indbyggere tjente til livets ophold fra handel, håndværk og landbrug. 
Byen led mange gange  under brande. I 1463 blev det først plyndret og derefter brændt helt ned af polakker under tretten års krigen (1454–1466) (en). I 1626, under Karl 10. Gustavs polske krig, blev den fuldstændigt brændt ned igen. I årene 1646, 1663 og 1669 brændte den delvist ned, og i 1709 igen, helt. 

## Galleri
- Rådhus
- Jernbanemuseum
- Retrotog "Costerina" Gdynia - Kościerzyna
- Markedsplads
- Herrens Opstandelses Kirke